# 中央黑土经济地区
中央黑土经济地区（俄语：Центра́льно-Чернозёмный экономи́ческий райо́н），又译中央黑土经济区，是俄罗斯的12个经济地区之一。
中央黑土经济区为2008年俄罗斯的国内生产总值贡献了3%。

## 联邦主体
- 别尔哥罗德州
- 库尔斯克州
- 利佩茨克州
- 坦波夫州
- 沃罗涅日州
- 顿涅茨克人民共和国（不获国际承认）
- 卢甘斯克人民共和国（不获国际承认）[1]